# ФК Петрокуб Хинчешти
ФК Петрокуб Хинчешти је молдавски фудбалски клуб из града Хинчештија. Клуб је основан 1994. године у Сарата-Галбенеу, округу Хинчешти. Екипа Петрокуба своје мечеве као домаћин игра на градском стадиону у Хинчештију, а претходно је наступао у селу Сарата-Галбене.
Током сезоне 2014/15 клуб се позиционирао у А Дивизији и заузео друго место, стекавши право да у следећој години наступа у Суперлиги Молдавије , првом по рангу фудбалског такмичења у Молдавији.
У сезони 2023/24 први пут је постао првак Молдавије.
1994 – основан као Петрокуб-Кондор Сарата-Галбене
1995 – преименован у Спикул Сарата-Галбене
1998 – преименован у Петрокуб-Спикул Сарата-Галбене
2000 – преименован у Петрокуб-Кондор Сарата-Галбене
2001 – преименован у ФК Хинчешти
2005 – преименован у Петрокуб Сарата-Галбене
2013 – преименован у Рапид-2 Петрокуб
2015 – преименован у Петрокуб Хинчешти
- Суперлига

Победник (1): 2023/24
- Дивизија Б

Победник (2): 2004/05, 2013/14
| Сезона   | Такмичење         | Коло        | Клуб        | Дом. | Гост | Укупно |
| -------- | ----------------- | ----------- | ----------- | ---- | ---- | ------ |
| 2018/19. | УЕФА Лига Европе  | 1. коло кв. | Осијек      | 1–1  | 1–2  | 2–3    |
| 2019/20. | УЕФА Лига Европе  | 1. коло кв. | АЕК Ларнака | 0–1  | 0–1  | 0–2    |
| 2020/21. | УЕФА Лига Европе  | 1. коло кв. | ТСЦ         | 0–2  | Н/Д  | 0–2    |
| 2021/22. | Лига конференције | 1. коло кв. | Силекс      | 1−0  | 1−1  | 2–1    |
| 2021/22. | Лига конференције | 2. коло кв. | Сиваспор    | 0–1  | 0–1  | 0–2    |
| 2022/23. | Лига конференције | 1. коло кв. | Флоријана   | 1−0  | 0−0  | 1–0    |
| 2022/23. | Лига конференције | 2. коло кв. | Љачи        | 0−0  | 4−1  | 4–1    |
| 2022/23. | Лига конференције | 3. коло кв. | Фехервар    | 1–2  | 0–5  | 1–7    |